# (35315) 1997 AX9
1997 AX9 (asteroide 35315) é um asteroide da cintura principal. Possui uma excentricidade de 0.03734360 e uma inclinação de 1.85335º.
Este asteroide foi descoberto no dia 3 de janeiro de 1997 por Spacewatch em Kitt Peak.